# Санько, Иван Федосеевич
Ива́н Федосе́евич Санько́ (7 февраля 1903, с. Великая Каратуль, ныне Переяслав-Хмельницкий район, Киевская область, Украина — 22 июля 1985, Москва, РСФСР, СССР) — советский военачальник, участник Великой Отечественной войны, Герой Советского Союза (29.05.1945). Генерал-полковник артиллерии (25.10.1967).

## Довоенная биография
Иван Федосеевич Санько родился 7 февраля 1903 года в селе Великая Каратуль ныне Переяслав-Хмельницкого района Киевской области Украины в семье рабочего. Украинец. Получив неполное среднее образование, с 1919 года работал в Лубенском уезде Полтавской губернии на Ореховском государственном сахарном заводе весовщиком.
В 1921 году был направлен в Красную Армию по путёвке профсоюза. В 1924 году окончил 4-ю Киевскую артиллерийскую школу. С 1924 года служил в 25-й Чапаевской стрелковой дивизии Украинского военного округа (Полтава): командир взвода гаубичного дивизиона, командир артиллерийского взвода, командир батареи, начальник школы младшего комсостава, врид начальника штаба дивизиона, командир дивизиона. В 1927 году вступил в ВКП(б). С января 1930 года служил в Сумской артиллерийской школе имени М. В. Фрунзе: командир батареи, командир дивизиона курсантов, руководитель тактики. При введении персональных воинских званий в РККА в 1935 году И. Ф. Санько было присвоено воинское звание майор. С июля 1937 по март 1938 года — командир артиллерийского дивизиона курсантов в Московском военном училище имени ВЦИК.
В 1938 году окончил Курсы усовершенствования высшего командного состава артиллерии при Артиллерийской академии РККА имени Ф. Э. Дзержинского. С октября 1938 года — начальник 3-го Ленинградского артиллерийского училища.

## Великая Отечественная война
С началом Великой Отечественной войне училище было эвакуировано из Ленинграда в Кострому. В марте 1942 года полковник Санько направлен в действующую армию и назначен командиром 575-го артиллерийского полка 108-й стрелковой дивизии в 5-й армии Западного фронта, участвовал в Ржевско-Вяземской наступательной операции 1942 года. С мая 1942 года — командующий артиллерией 144-й стрелковой дивизии в той же армии.
4 ноября 1942 года полковник Санько назначен командиром 3-й артиллерийской дивизии прорыва РГК, которой командовал до конца войны. Под его командованием дивизия участвовала в боях на Западном фронте, С августа 1943 года на Брянском фронте, с декабря 1943 на 1-м Украинском фронте. Участвовал в Орловской, Брянской, Житомирско-Бердичевской, Проскуровско-Черновицкой, Львовско-Сандомирской, Восточно-Карпатской, Западно-Карпатской, Висло-Одерской наступательных операциях. Дивизия под его командованием стала одной из самых успешных артиллерийских соединений РККА, ей было присвоено почётное наименование «Житомирская», она награждена орденами Ленина, Красного Знамени и Суворова 2-й степени. Генерал-майор артиллерии (16.11.1943).
Командир 3-й артиллерийской дивизии прорыва РГК (7-й артиллерийский корпус прорыва, 5-я гвардейская армия, 1-й Украинский фронт) генерал-майор артиллерии И. Ф. Санько особо отличился в Верхне-Силезской наступательной операции. В марте 1945 года его дивизия особенно успешно действовала при прорыве нескольких полос немецкой обороны северо-западнее города Оппельн. Отлично подготовил и провёл артиллерийское наступление, в результате которого общевойсковые армии быстро прорвали немецкую оборону, заняли города Штрелин и Рыбник, следствием чего стало окружение немецкой группировки западнее Оппельна и пленение при её разгроме до 15 000 человек.
Указом Президиума Верховного Совета СССР от 29 мая 1945 года «за образцовое выполнение боевых заданий командования на фронте борьбы с немецкими захватчиками и проявленные при этом отвагу и геройство» генерал-майору артиллерии Ивану Федосеевичу Санько присвоено звание Героя Советского Союза с вручением ордена Ленина и медали «Золотая Звезда» № 6098.
Завершил войну участием в Берлинской и Пражской наступательных операциях.

## Послевоенная карьера
После войны генерал И. Ф. Санько продолжил службу в армии. Командовал той же дивизией, которая с июля 1945 года входила в состав Центральной группы войск, в ноябре 1945 года передислоцирована в Прикарпатский военный округ, а в июле 1946 года — в Туркестанский военный округ. С марта 1947 по апрель 1949 года — командир 8-го артиллерийского корпуса (Закавказский военный округ). Затем направлен учиться.
В 1950 году он окончил Высшие академические курсы при Высшей военной академии имени К. Е. Ворошилова. С мая 1950 года — командир 4-го артиллерийского корпуса РВК (ГСВГ). С ноября 1953 года — командующий артиллерией 1-й гвардейской механизированной армией (также в составе ГСВГ). С марта 1954 года служил в Московском военном округе заместителем командующего артиллерией округа по артиллерии Резерва Верховного Главного Командования, с января 1956 — заместителя командующего артиллерией округа. С декабря 1956 года — командующий артиллерией Воронежского военного округа. Генерал-лейтенант артиллерии (18.02.1958).
С декабря 1958 по ноябрь 1959 года — начальник факультета по подготовке артиллерийских инженеров армий стран народной демократии Военной инженерной артиллерийской академии имени Ф. Э. Дзержинского. В 1960 году окончил Высшие академические артиллерийские инженерные курсы при Военной инженерной артиллерийской академии имени Ф. Э. Дзержинского. С июня 1960 года — командующий артиллерией Северной группы войск. С августа 1961 года служил начальником управления боевой подготовки Управления командующего ракетными войсками и артиллерией Советской армии. В августе 1969 года генерал-полковник артиллерии И. Ф. Санько уволен в отставку.
Жил в Москве. Умер там же 22 июля 1985 года на 83-м году жизни. Похоронен на Кунцевском кладбище.

## Семья
Был женат на Елене Дмитриевне Санько (до замужества Москаленко), в войну делопроизводителе особого отдела штаба его дивизии, будущей актрисе  Театра Советской Армии.
В браке родились три дочери, две стали известными актрисами:
- Ёла (род.1947) — так же как мать актриса Театра Российской армии, активно снимается в кино. Была женой артиста Яна Арлазорова.
  - внучка - Алёна Санько, адвокат
- Наталия (род. 1952) — также актриса, на 2023 года продолжает сниматься в кино, сыграла в более 40 фильмах, в эпизодических ролях, например в фильмах «Джентльмены удачи» и «Бумер-2». Вместе с мужем, актёром Юрием Шлыковым, ведёт актёрскую мастерскую в Театральном училище им. Щукина.
  - внучка - Анна Шлыкова, учитель. Замужем, у супругов трое детей.
  - внучка - Ксения Шлыкова, медицинская сестра, замужем за медиком у супругов двое детей.
- Средняя дочь — Татьяна (1950—1976), ещё в 6 лет снялась с матерью в фильме «Полюшко-поле», но по актёрской стезе не пошла, окончила МГИМО, умерла в молодости от инфекции. 
  - внучка - Александра Буянова (род. 1994) - тренер, психолог, телесный терапевт.
  - внук - Александр Буянов
  - внучка - Буянова Мария
  - внучка - Буянова Юлия
  - внучка - Буянова Анастасия (род. 2025)

## Награды
- Медаль «Золотая Звезда» Героя Советского Союза (29.05.1945);
- три ордена Ленина (6.04.1945, 29.05.1945, 1946);
- пять орденов Красного Знамени (3.01.1943, 18.04.1943, 3.11.1944, …);
- орден Суворова 2-й степени (27.08.1943);
- орден Кутузова 2-й степени (23.09.1944);
- орден Отечественной войны 1-й степени (11.03.1985);
- орден Красной Звезды (4.07.1983)[3]
- медали,
- награды иностранных государств.